# Yoshi (animal)
Yoshi é um gênero extinto de felino macairodontídeo da tribo Metailurini . Seus fósseis foram descritos a partir de achados em depósitos do período Mioceno na Península Balcânica, em 2014, e espécimes da China que se pensava pertencer a Metailurus. A inspiração para o nome foi um nomen dubium com base no nome do gato de estimação de Nikolai Spassov, paleontólogo e um dos autores do livro: "A New Felid from the Late Miocene of the Balkans and the Contents of the Genus Metailurus Zdansky, 1924 (Carnivora, Felidae)", junto com Denis Geraads. Foi descrito como potencialmente sinônimo de Metailurus, embora isso seja difícil de confirmar no momento. O espécime tipo é um crânio que apresenta semelhanças notáveis com o guepardo moderno. Yoshi é de tamanho intermediário entre um lince e um puma, e baseado em vários esqueletos ainda não publicados (Desde 2014), pode ter tido um estilo de vida semelhante ao do guepardo, sendo melhor construído para velocidade e perseguição rápida do que a maioria dos outros macairodontídeos, que eram mais adequados para emboscar e caçar animais grandes e relativamente lentos.  
Em 2022, duas novas espécies foram propostas com base em fósseis encontrados no nordeste da China, sendo denominadas Yoshi faie e Yoshi yongdengensis. 